# 尼子勝久
尼子勝久（1553年—1578年8月6日），日本戰國時期的大名，尼子氏的末代家督。

## 生平
尼子勝久為尼子誠久的五男，尼子晴久之姪。
天文23年（1554年），以祖父尼子國久與父親尼子誠久為首的新宮黨，遭尼子晴久肅清，在小川重遠的協助下幸免於難。後來以晴久為保證人，於京都的東福寺出家為僧。
永祿9年（1566年），尼子氏受到毛利元就攻打而滅亡。永祿11年（1568年），尼子勝久在山中鹿之介與立原久綱的擁立下，成為尼子家家督，進而還俗，並在隱岐國等待復興家業的契機。永祿12年（1569年），勝久回到出雲國，並在尼子家舊臣的支援下，進入新山城，一度復興尼子家，並企圖奪回月山富田城，但因毛利方毛利元秋與天野隆重的奮戰而宣告失敗。永祿13年（1570年）2月，與毛利軍戰於布部山（布部山之戰），兵敗後逃往京都。
天正2年（1574年），獲因幡國大名山名豐國支援，計畫從因幡攻打出雲，卻仍以失敗告終。此後，尼子勝久投靠織田信長，被織田信長歸屬為中國方面軍，於天正5年（1577年）攻下宇喜多直家的支城播磨上月城，並受命守備該城。
天正6年（1578年），毛利家與宇喜多家的軍隊攻打上月城，總數達到三萬人。當時的羽柴秀吉奉織田信長命令，正在攻打別所長治所籠城的三木城，無法出兵相救，故對尼子主從提出後撤要求，但尼子主從並未接受，旋即展開籠城。在毛利氏的猛攻下，最終決定投降（上月城之戰）。
尼子勝久與嫡男若豐丸，弟弟尼子通久與重臣神西元通一同自殺，享年26歲。尼子勝久的死亡也象徵尼子家完全滅亡。後來山中幸盛被捕，在移送的途中被殺害，尼子氏從此消失在歷史舞台中。